# Phố người Hoa
Trước đây, người Trung Quốc thường tập trung ở khắp mọi nơi để làm ăn buôn bán, người ta vẫn dùng cụm từ cộng đồng người Hoa để chỉ những khu vực này. Sau đó, công đồng người Hoa ngày một phát triển và tập trung thành các tuyến phố và mang rất nhiều những nét rất riêng mà chỉ ở Trung Quốc mới có. Thuật ngữ tiếng Anh "Chinatown" (Phố người Hoa, Phố Hoa kiều) xuất hiện vào giữa thế kỷ 19 được định nghĩa là chỉ một khu phố tập trung một số lượng lớn cư dân Trung Quốc ở nước ngoài. Phố người Hoa có mặt khắp nơi trên thế giới, bao gồm ở Đông Á, khu vực Đông Nam Á, Châu Á, Bắc Mỹ, Nam Mỹ, Châu Úc và Châu Âu.
Trong quá khứ, có rất nhiều vùng tập trung cư dân Trung Hoa được công nhận là điểm du lịch văn hóa Trung Hoa tại nước ngoài. Tới ngày nay, tại nhiều nước nhiều Phố người Hoa được coi là trung tâm thương mại và du lịch lớn không thể thiếu. 
Nhiều Phố người Hoa chỉ tập trung vào thương mại du lịch, trong khi một số khác vẫn chỉ sống và làm việc như một công dân nước ngoài bình thường. Phố người Hoa tại một số nước hiện nay đang phát triển rất mạnh, lập ra rất rất nhiều trang web để giúp cho khu vực của họ trở thành trung tâm hoạt động kinh tế và xã hội tại nước đó. Điều này làm ảnh hưởng không nhỏ đến việc mất dần đi những nét đặc trung của các tuyến phố cũ.
Một số Phố người Hoa có một lịch sử lâu đời như Phố người Hoa ở Nagasaki, Nhật Bản, hoặc đường Yaowarat ở Bangkok, trong đó có cả hai được sáng lập bởi các nhà buôn Trung Quốc hơn 200 năm trước. Phố người Hoa ở San Francisco là Phố người Hoa đầu tiên và lớn nhất thiết lập bên ngoài Châu Á. Các thành phố khác ở Bắc Mỹ, nơi Phố người Hoa được thành lập từ giữa thế kỷ 19 dọc theo đường bờ biển từ San Diego đến Victoria. Nửa sau thế kỉ 19, Phố người Hoa cũng đã được thành lập tại New York, Boston, Chicago, và Detroit. Sau cùng là Phố người Hoa ở Úc, New Zealand, Châu Âu và thậm chí cả Nam Phi.
Cửa ngõ ra vào các khu phố có người Trung Quốc, Nhật Bản, Hàn Quốc, và cả Việt Nam bên trong thường rất phức tạp vì nó nằm ngoài sự quản lý pháp luật của các nước.